# Phosphatasen
Phosphatasen sind eine Gruppe von Enzymen, die durch Wasseranlagerung (Hydrolyse) aus Phosphorsäureestern oder Polyphosphaten Phosphorsäure abspalten. Sie führen die reverse Reaktion einer Kinase durch. Die bekanntesten Vertreter dieser Gruppe sind die nach ihrem pH-Optimum benannten Enzyme saure Phosphatase und alkalische Phosphatase. Am häufigsten sind die nukleinsäurespaltenden Nukleasen, die DNA oder RNA depolymerisieren, d. h. in Bruchstücke zerlegen. Sie gehören in die Enzymklasse EC 3.1.-.-.

## Protein-Phosphatasen
Protein-Phosphatasen entfernen die von Proteinkinasen an Aminosäurereste (zumeist Serin und Threonin oder Tyrosin) angehefteten Phosphatreste. Beides, die Phosphorylierung und Dephosphorylierung, sind wichtige Komponenten der Signalweiterleitung, z. B. im Metabolismus, wo die betroffenen Enzyme hierdurch in ihrer Aktivität moduliert werden. So sind alle am Abbau des Glykogens beteiligten Enzyme (Phosphorylase-Kinase, Glycogenphosphorylase) im phosphorylierten Zustand aktiv, das Syntheseenzym (UDP-Glykogensynthase) hingegen inaktiv. Phosphatasen verkehren diese Verhältnisse ins Gegenteil.
Es existieren (Stand 2013) knapp 20.000 registrierte Phosphoproteine mit mehr als 206.000 Phosphorylierungsstellen. Etwa 86 Prozent der Phosphoproteine von Säugern werden an Serinen modifiziert, etwa zwölf Prozent an Threoninen und etwa zwei Prozent an Tyrosinen. Etwas unter vier Prozent der menschlichen Proteine sind Proteinphosphatasen. Es gibt vier Klassen von Proteinphosphatasen, alkalische Phosphatasen, Ser/Thr-spezifische, Tyr-spezifische oder dualspezifische Proteinphosphatasen.
Alkalische Phosphatasen kommen v. a. im Darm vor und dephosphorylieren nicht nur Proteine, einige Isoenzyme darunter werden durch Homoarginin oder Levamisol und seine Derivate gehemmt, andere durch Imidazol.
Die Ser/Thr-spezifischen Proteinphosphatasen werden weiter in Typ I oder Typ II unterteilt. Typ-I-Phosphatasen wie z. B. PP1 werden durch die hitzestabilen Proteine Inhibitor-1 und Inhibitor-2 gehemmt und dephosphorylieren bevorzugt die β-Untereinheit der Phosphorylase-Kinase. Typ-II-Phosphatasen werden unterschieden nach einer Spontanaktivierung (Subtyp A), einer Ca2+-abhängigen oder einer Mg2+-abhängigen Aktivierung und dephosphorylieren bevorzugt die α-Untereinheit der Phosphorylase-Kinase.
Ser/Thr-spezifische Phosphatasen werden u. a. durch Okadasäure, Calyculin A, Cyclosporin, FK-506, Microcystin-LR, Tautomycin, Fostriecin und Cantharidin gehemmt, mit variierender Wirksamkeit gegen die verschiedenen Isoformen.
Die Tyr-spezifischen Proteinphosphatasen besitzen eine konservierte gemeinsame katalytische Proteindomäne. Sie werden u. a. durch Orthovanadat, Peroxovanadate und Natriumfluorid gehemmt.
Die dualspezifischen Phosphatasen werden in drei Gruppen unterteilt, mit DSP1, DSP2, DSP4 und DSP5 in Gruppe I, weiterhin DSP6, DSP7, DSP9 und DSP10 in Gruppe II und DSP8 und DSP16 in Gruppe III, wobei Gruppe III PEST-Sequenzen aufweist. Darunter lokalisieren DSP1, DSP2, DSP4 und DSP5 im Zellkern, DSP6, DSP7 und DSP16 im Zytosol, DSP8, DSP9 und DSP10 in beiden Kompartimenten und DSP18 und DSP21 in Mitochondrien. Dualspezifische Proteinphosphatasen werden u. a. durch Orthovanadate gehemmt.

### Serin-/Threonin-spezifische Protein-Phosphatasen
Hier gibt es vier Klassen, die über ihre Lokalisierung in der Zelle und durch spezifische Inhibitoren reguliert werden:
- PP1 (PP1G spielt eine Rolle bei der Blutzuckerregulation)
- PP2A
- PP2B (Synonym: Calcineurin)
- PP2C

Die ersten drei Enzyme zeigen trotz unterschiedlicher Substratspezifität in der katalytischen Domäne beträchtliche Homologie.